# International Cricket Council
Der International Cricket Council (ICC) ist der Weltverband für die Sportart Cricket. Seit August 2005 hat er seinen Sitz in Dubai in den Vereinigten Arabischen Emiraten. Bis dahin war sein Sitz am Lord’s Cricket Ground in London, der dem Marylebone Cricket Club gehört. Für die Festlegung der Cricketregeln ist jedoch seit 1788 der Marylebone Cricket Club zuständig.

## Geschichte
Der International Cricket Council wurde am 15. Juni 1909 als Imperial Cricket Conference von Australien, England und Südafrika im Londoner Lord’s Cricket Ground gegründet. Die Mitgliedschaft in diesem Verband war anfänglich auf Länder des Commonwealth beschränkt. Am 31. Mai 1926 wurden Indien, Neuseeland und die West Indies Vollmitglieder, was diese Länder automatisch zu Test Cricket Nations machte. Einige Jahre nach der Gründung des Staates im Jahr 1947 bekam auch Pakistan 1953 den Test Status zuerkannt. Nach Verlassen des Commonwealth verlor Südafrika 1961 automatisch seine Mitgliedschaft.
Im Jahr 1965 wurde diese Bedingung abgeschafft und der ICC gleichzeitig in International Cricket Conference umbenannt. Dies führte zu einem schnellen Anwachsen der Mitgliedschaft, allerdings wurden die neuen Mitgliedsverbände unter dem Status von Associate Members aufgenommen. Diese haben ein einfaches Stimmrecht, die Full Members ein doppeltes. Die Gründungsmitglieder behielten sich ein Vetorecht vor, das heute aber nicht mehr existiert. 1981 wurde Sri Lanka als siebtes Land in den Status einer Test Cricket Nation erhoben.
Nach einer Umorganisation im Jahr 1989 folgte ein erneuter Namenswechsel im Jahr 1993 zum heutigen International Cricket Council. Bis dahin war der Präsident des MCC auch der Präsident des ICC, was ebenso für die Position des Sekretärs galt. Nach dem Ende der Apartheid wurde Südafrika 1991 wieder aufgenommen, gefolgt von Simbabwe 1992, Bangladesch 2000 sowie Irland und Afghanistan 2017. Dadurch gibt es heute (seit 2017) zwölf Test Nationen.
Im Jahr 1997 wurde mit Jagmohan Dalmiya erstmals ein Asiate an die Spitze des ICC gewählt, was dazu führte, dass ab 1998 der Verband, der sich bis dahin ausschließlich aus den Überweisungen der nationalen Verbänden finanzierte nun mit dem Verkauf von Medienrechten an den von ihm veranstalteten Turnieren ein weiteres finanzielles Standbein schaffte.
Das 1958 gegründete International Women’s Cricket Council (IWCC) wurde 2005 mit dem ICC zusammengeschlossen, so dass der ICC heute auch für Frauencricket zuständig ist.
Im Jahr 2014 wurde ein neues Finanzierungsmodell etabliert, das den drei wichtigsten Vertreter (Big Three) innerhalb des Weltverbandes, Australien, England und Indien, weitreichende Befugnisse einräumte. Hintergrund war, dass man sich so einen ertragreicheren Rechtedeal erhoffte, den man kurz darauf auch für die folgenden acht Jahre durch einen zentralen globale Ausschreibung erhielt. Nach Unstimmigkeiten wurden diese Regelungen im Jahr 2017 wieder zurückgenommen. Für den folgenden Rechtezyklus ab dem Jahr 2024 entschied man sich die Medienrechte regional gestaffelt zu vergeben um so höhere Erlöse zu erzielen.

## Mitgliedschaft

Mitglieder des International Cricket Council (ICC):
Full Members mit Teststatus (12)
Associate Members mit One-Day-International-Status (8)
Associate Members mit Twenty20-International-Status (88)
Ehemalige oder suspendierte Mitglieder (9)
Nichtmitglieder (23)

Der ICC kennt seit 2017 zwei Klassen der Mitgliedschaft: Full Members und Associate Members. Insgesamt hat der ICC (Stand Februar 2024) 108 Mitglieder.

### Full Members
Die Full Members repräsentieren Länder, Ländergruppen (West Indies) oder Landesteile (England und Wales), welche die offiziellen Test Matches, also 5-Tages-Länderspiele, austragen dürfen. Nur in diesen Ländern, von Ausnahmen abgesehen, dürfen Spiele mit First-Class Cricket Status durchgeführt werden. Sie besitzen doppeltes Stimmrecht. Derzeit (Stand April 2019) gibt es zwölf Mitglieder in dieser Kategorie.
| Nation      | Verband                               | Status seit                          |
| ----------- | ------------------------------------- | ------------------------------------ |
| Afghanistan | Afghanistan Cricket Board             | 22. Juni 2017                        |
| Australien  | Cricket Australia                     | 15. Juni 1909                        |
| Bangladesch | Bangladesh Cricket Board              | 26. Juni 2000                        |
| England     | England and Wales Cricket Board       | 15. Juni 1909                        |
| Indien      | Board of Control for Cricket in India | 31. Mai 1926                         |
| Irland      | Cricket Ireland                       | 22. Juni 2017                        |
| Neuseeland  | New Zealand Cricket                   | 31. Mai 1926                         |
| Pakistan    | Pakistan Cricket Board                | 28. Juli 1953                        |
| Simbabwe    | Zimbabwe Cricket                      | 6. Juli 1992                         |
| Sri Lanka   | Sri Lanka Cricket                     | 21. Juli 1981                        |
| Südafrika   | Cricket South Africa                  | 15. Juni 1909–Mai 1961 10. Juli 1991 |
| West Indies | West Indies Cricket Board             | 31. Mai 1926                         |

### Associate Members
Länder, in denen der Sport etabliert und gut organisiert ist, deren Spielniveau aber nicht den Status einer Full Membership zulässt. Derzeit (Stand: Juni 2017) gehören 96 Mitglieder in diese Kategorie mit einfachem Stimmrecht.
| Nation                  | Verband                                                             | Erlangung dieser Mitgliedschaft |
| ----------------------- | ------------------------------------------------------------------- | ------------------------------- |
| Argentinien             | Asociación Argentina de Cricket                                     | 1974                            |
| Bahamas                 | Bahamas Cricket Association                                         | 1987                            |
| Bahrain                 | Bahrain Cricket Association                                         | 2001                            |
| Belgien                 | Belgian Cricket Federation                                          | 1991                            |
| Belize                  | Belize National Cricket Association                                 | 1997                            |
| Bermuda                 | Bermuda Cricket Board                                               | 1966                            |
| Bhutan                  | Bhutan Cricket Council Board                                        | 2001                            |
| Botswana                | Botswana Cricket Association                                        | 2001                            |
| Brasilien               | Associaçao Brasileira de Cricket (Cricket Brasil)                   | 2002                            |
| Bulgarien               | Bulgarian Cricket Federation                                        | 2008                            |
| Cayman Islands          | Cayman Islands Cricket Association                                  | 2002                            |
| Chile                   | Asociacion Chilena de Cricket (Cricket Chile)                       | 2002                            |
| China                   | Chinese Cricket Association                                         | 2004                            |
| Cookinseln              | Cook Islands Cricket Federation                                     | 2000                            |
| Costa Rica              | Costa Rica Cricket Federation                                       | 2002                            |
| Dänemark                | Dansk Cricket Forbund                                               | 1966                            |
| Deutschland             | Deutscher Cricket Bund                                              | 1999                            |
| Elfenbeinküste          | Côte d’Ivoire Cricket Federation                                    | 2022                            |
| Estland                 | Estonian Cricket Association                                        | 2008                            |
| Eswatini                | Eswatini Cricket Association                                        | 2007                            |
| Falklandinseln          | Falkland Islands Cricket Association                                | 2007                            |
| Fidschi                 | Fiji Cricket Association (Cricket Fiji)                             | 1965                            |
| Finnland                | Finnish Cricket Association (Cricket Finland/Suomen Krikettiliitto) | 2000                            |
| Frankreich              | Association francaise de cricket (Cricket France)                   | 1998                            |
| Gambia                  | Gambia Cricket Association                                          | 2002                            |
| Ghana                   | Ghana Cricket Association                                           | 2002                            |
| Gibraltar               | Gibraltar Cricket Association                                       | 1969                            |
| Griechenland            | Hellenic Cricket Federation                                         | 1995                            |
| Guernsey                | Guernsey Cricket Board                                              | 2008                            |
| Hongkong                | Cricket Hong Kong                                                   | 1969                            |
| Indonesien              | Cricket Indonesia                                                   | 2001                            |
| Iran                    | Baseball Federation of the Islamic Republic of Iran                 | 2003                            |
| Isle of Man             | The Isle of Man Cricket Association                                 | 2004                            |
| Israel                  | Israel Cricket Association                                          | 1974                            |
| Italien                 | Federazione Cricket Italiana                                        | 1984                            |
| Japan                   | Japan Cricket Association                                           | 1989                            |
| Jersey                  | Jersey Cricket Board                                                | 2007                            |
| Kambodscha              | Cricket Association of Cambodia                                     | 2022                            |
| Kamerun                 | Cameroon Cricket Federation                                         | 2007                            |
| Kanada                  | Cricket Canada                                                      | 1968                            |
| Katar                   | Qatar Cricket Association                                           | 1999                            |
| Kenia                   | Cricket Kenya                                                       | 1981                            |
| Kroatien                | Hrvatski Kriket Savez                                               | 2001                            |
| Kuwait                  | Kuwait Cricket                                                      | 1998                            |
| Lesotho                 | Lesotho Cricket Association                                         | 2001                            |
| Luxemburg               | Luxembourg Cricket Federation                                       | 1998                            |
| Malawi                  | Malawi Cricket Association                                          | 2003                            |
| Malaysia                | Malaysian Cricket Association                                       | 1967                            |
| Malediven               | Cricket Board of Maldives                                           | 1998                            |
| Mali                    | Fédération Malienne de Cricket                                      | 2005                            |
| Malta                   | Malta Cricket Association                                           | 1998                            |
| Mexiko                  | Mexico Cricket Association                                          | 2004                            |
| Mongolei                | Mongolia Cricket Association                                        | 2021                            |
| Mosambik                | Associacao Mocambicana de Cricket (Mozambican Cricket Association)  | 2003                            |
| Myanmar                 | Myanmar Cricket Federation                                          | 2006                            |
| Namibia                 | Cricket Namibia                                                     | 1992                            |
| Nepal                   | Cricket Association of Nepal                                        | 1996                            |
| Niederlande             | Koninklijke Nederlandse Cricket Bond                                | 1966                            |
| Nigeria                 | Nigerian Cricket Federation                                         | 2002                            |
| Norwegen                | Norwegian Cricket Board (Norges Cricketforbund)                     | 2000                            |
| Österreich              | Austria Cricket Association (Österreichischer Cricket Verband)      | 1992                            |
| Oman                    | Oman Cricket                                                        | 2014                            |
| Panama                  | Panama Cricket Association (Asociacion de Cricket de Panama)        | 2002                            |
| Papua-Neuguinea         | Cricket PNG                                                         | 1973                            |
| Peru                    | Peruvian Cricket Federation                                         | 2007                            |
| Philippinen             | Philippines Cricket Association                                     | 2000                            |
| Portugal                | Federacao Portuguesa de Cricket (Cricket Portugal)                  | 1996                            |
| Ruanda                  | Cricket Mu Rwanda                                                   | 2003                            |
| Rumänien                | Cricket Romania                                                     | 2013                            |
| Samoa                   | Samoa International Cricket Association                             | 2000                            |
| Saudi-Arabien           | Saudi Cricket                                                       | 2003                            |
| Schottland              | Cricket Scotland                                                    | 1994                            |
| Schweden                | Swedish Cricket Federation (Svenska Cricketförbundet)               | 1997                            |
| Schweiz                 | Cricket Switzerland                                                 | 2021                            |
| Seychellen              | Seychelles Cricket Association                                      | 2010                            |
| Sierra Leone            | Sierra Leone Cricket Association                                    | 2000                            |
| Singapur                | Singapore Cricket Association                                       | 1974                            |
| Slowenien               | Slovenian Cricket Association                                       | 2005                            |
| Spanien                 | Cricket España                                                      | 1992                            |
| Südkorea                | Korea Cricket Association                                           | 2001                            |
| Surinam                 | Surinaamse Cricket Bond                                             | 2011                            |
| St. Helena              | St. Helena Cricket Association                                      | 2001                            |
| Tadschikistan           | Tajikistan Cricket Federation                                       | 2021                            |
| Tansania                | Tanzania Cricket Association (Tanzania Cricket)                     | 2001                            |
| Thailand                | Cricket Association of Thailand                                     | 2005                            |
| Tschechien              | Czech Cricket Union                                                 | 2000                            |
| Türkei                  | Turkish Cricket Board                                               | 2008                            |
| Turks- und Caicosinseln | Turks and Caicos Cricket Association                                | 2002                            |
| Uganda                  | Uganda Cricket Association                                          | 1998                            |
| Ungarn                  | Hungarian Cricket Association                                       | 2012                            |
| Usbekistan              | Cricket Federation of Uzbekistan                                    | 2022                            |
| Vereinigte Staaten      | USA Cricket                                                         | 1965                            |
| Vanuatu                 | Vanuatu Cricket Association                                         | 2009                            |
| Ver. Arab. Emirate      | Emirates Cricket Board                                              | 1990                            |
| Zypern                  | Cyprus Cricket Association                                          | 1999                            |

### Ehemalige Mitglieder
| Land                    | Verband                                             | Mitgliedschaft             |
| ----------------------- | --------------------------------------------------- | -------------------------- |
| Brunei                  | Brunei Darussalam Cricket Association               | 1992 (2015 ausgeschlossen) |
| Kuba                    | Cuban Cricket Commission                            | 2002 (2013 ausgeschlossen) |
| Marokko                 | Morocco Cricket Association                         | 1999 (2019 ausgeschlossen) |
| Russland                | Cricket Russia                                      | 2012 (2022 ausgeschlossen) |
| Sambia                  | Zambia Cricket Union                                | 2003 (2021 ausgeschlossen) |
| Tonga                   | Tonga Cricket Association                           | 2000 (2014 ausgeschlossen) |
| East Africa             | Nachfolger: Kenia und East and Central Africa       | 1966–1989                  |
| East and Central Africa | Nachfolger: Uganda, Tansania, Sambia und Malawi     | 1989–2003                  |
| West Africa             | Nachfolger: Nigeria, Gambia, Ghana und Sierra Leone | 1976–2003                  |

## Kontinental- und Regionalverbände
- Africa Cricket Association[8]
- ICC Americas
- Asian Cricket Council[9]
- European Cricket Council
- ICC East Asia-Pacific

## Präsidenten/Vorsitzende des ICC (seit 1989)
Seit der Umstrukturierung im Jahr 1989 haben folgende Personen die Position des Präsidenten innegehabt.
| Zeit      | Präsident        | Land        |
| --------- | ---------------- | ----------- |
| 1989–1993 | Colin Cowdrey    | England     |
| 1989–1993 | Clyde Walcott    | West Indies |
| 1997–2000 | Jagmohan Dalmiya | Indien      |
| 2000–2003 | Malcolm Gray     | Australien  |
| 2003–2006 | Ehsan Mani       | Pakistan    |
| 2006–2007 | Percy Sonn       | Südafrika   |
| 2007–2008 | Ray Mali         | Südafrika   |
| 2008–2010 | David Morgan     | England     |
| 2010–2012 | Sharad Pawar     | Indien      |
| 2012–2014 | Alan Isaac       | Neuseeland  |
| 2014–2015 | Mustafa Kamal    | Bangladesch |
| 2015–2016 | Zaheer Abbas     | Pakistan    |

Im Jahr 2014 wurde ein Vorsitzender ernannt (ICC Chair), der die Aufgaben des Präsidenten übernahm und 2016 die Position des Präsidenten abgeschafft.
| Zeit      | Präsident        | Land       |
| --------- | ---------------- | ---------- |
| 2014–2015 | N. Srinivasan    | Indien     |
| 2016–2020 | Shashank Manohar | Indien     |
| 2020–2024 | Greg Barclay     | Neuseeland |
| seit 2024 | Jay Shah         | Indien     |